# Carlos Marchena López
Carlos Marchena López (Las Cabezas de San Juan, Sevilla, 31 de juliol de 1979) és un exfutbolista professional andalús que jugava com a defensa central.

## Carrera esportiva
Es va formar a les categories inferiors del Sevilla FC, des de menut va destacar per la seua gran qualitat com a defensa central.
El debut amb el primer equip sevillista es va produir en la temporada 1997-1998 amb només divuit anys. Aquest debut es va veure afavorit pel fet que l'equip militava aleshores en segona divisió. Després d'una segona temporada notable també a la segona divisió en la qual es va consolidar en el primer equip, va aconseguir l'ascens a primera.
La temporada del retorn de l'equip sevillista a primera no va ser reeixida deguda a la greu crisi econòmica del club format pràcticament només per jugadors del planter, que com Marchena, tenien qualitat però els mancava experiència. A la fi, el Sevilla FC va descendir a segona i Marchena traspassat al SL Benfica per a poder disminuir el deute del club.
Després d'una temporada acceptable al club portugués va ser part d'un intercanvi amb l'eslové Zlatko Zahovic i acabà a l'equip del València CF.
A l'equip valencianista no aconsegueix la titularitat, ja que es troba amb Ayala i Pellegrino, però acaba disputant alguns partits de centrecampista defensiu. Malgrat tot, la seua arribada coincideix amb la consecució del títol de lliga per part del València CF.
Les temporades següents continuen essent exitoses amb la consecució d'una nova lliga i una Copa de la UEFA mentre que la participació de Marchena és cada vegada més important fins a aconseguir ser titular indiscutible, el que li serveix per a arribar a la internacionalitat absoluta.
En canvi, en la temporada 2005-2006 la quantitat de partits disputats per Marchena és inferior per l'aparició de Raül Albiol que passa a ser junt a Ayala en l'opció preferida per Quique Sánchez Flores, entrenador del València CF. Malgrat tot, va ser convocat per la selecció espanyola per a disputar el mundial d'Alemanya 2006.
El 29 de juliol de 2010, Manuel Llorente, president del València CF, anuncià el seu traspàs al Vila-real.

### Selecció espanyola
Va debutar amb la selecció espanyola el 21 d'agost de 2002 en un partit en el qual Espanya va empatar amb Hongria en un partit disputat a Budapest.
Anteriorment havia format part de la selecció juvenil que va obtindre la victòria en la Copa del Món sub-20 de 1999 disputada a Nigèria i de la selecció que va obtenir la medalla de plata als Jocs Olímpics de Sidney 2000.
Ha format part de la selecció espanyola que va guanyar l'Eurocopa del 2008 i el Mundial de Sud-àfrica 2010.

## Clubs
- Sevilla FC – 1997-2000 (1997-1999 en segona divisió)
- Benfica – 2000-2001
- València CF – 2001-2010
- Vila-real CF – 2010-2012
- Deportivo de la Coruña - 2012- (2013-2014 en segona divisió)

## Palmarès

### Estatals
- 2 lligues: 2001-2002 i 2003-2004 amb el València CF.
- 1 Copa del Rei: 2008 amb el València CF.

### Internacionals
- 1 Copa del Món de Futbol: 2010
- 1 Campionat d'Europa de futbol: 2008
- 1 Copa de la UEFA: 2004 amb el València CF.
- 1 Supercopa d'Europa: 2004 amb el València CF.
- 1 Copa del Món sub-20: 1999
- Medalla de plata als Jocs Olímpics: 2000